# Patinação de velocidade nos Jogos Pan-Americanos de 2023 - 200 m contra o relógio masculino
A competição dos 200 m contra o relógio masculino da patinação de velocidade integrou o programa da patinação sobre rodas nos Jogos Pan-Americanos de 2023 e foi disputada em 4 de novembro de 2023 no Patinódromo, em Ñuñoa. Um total de 11 patinadores, cada um representando um Comitê Olímpico Nacional (CON), participaram do evento.

## Calendário
Horário local (UTC−3).
| Data          | Hora | Fase  |
| ------------- | ---- | ----- |
| 4 de novembro | 9:30 | Final |

## Medalhistas
| Ouro   | CHI Emanuelle Silva     |
| Prata  | MEX Jorge Luis Martínez |
| Bronze | COL Andrés Jiménez      |

## Resultados
A competição foi disputada em uma única fase, com os patinadores mais rápidos conquistando as medalhas.
| Pos.              | Patinador           | CON                | Tempo  | Dif.   |
| ----------------- | ------------------- | ------------------ | ------ | ------ |
| Medalha de ouro   | Emanuelle Silva     | CHI Chile          | 17.562 |        |
| Medalha de prata  | Jorge Luis Martínez | MEX México         | 17.566 | +0.004 |
| Medalha de bronze | Andrés Jiménez      | COL Colômbia       | 17.597 | +0.035 |
| 4                 | Guilherme Rocha     | BRA Brasil         | 17.765 | +0.203 |
| 5                 | Nahuel Schelling    | ARG Argentina      | 18.075 | +0.513 |
| 6                 | Renato Carchi       | ECU Equador        | 18.348 | +0.786 |
| 7                 | José Carlos Rojas   | VEN Venezuela      | 18.354 | +0.792 |
| 8                 | Marvin Rodríguez    | ESA El Salvador    | 18.461 | +0.899 |
| 9                 | Jacob Anderson      | USA Estados Unidos | 18.478 | +0.916 |
| 10                | Marlon Oreamuno     | CRC Costa Rica     | 18.515 | +0.953 |
| 11                | José Daniel Moncada | PAR Paraguai       | 18.578 | +1.016 |